# Szlovénia földrajza

Szlovénia térképe

Szlovénia földrajzára a hegy- és dombvidékek a jellemzőek, mivel túlnyomórészt az Alpok déli nyúlványain, illetve azok előterében fekszik.

## Általános adatok

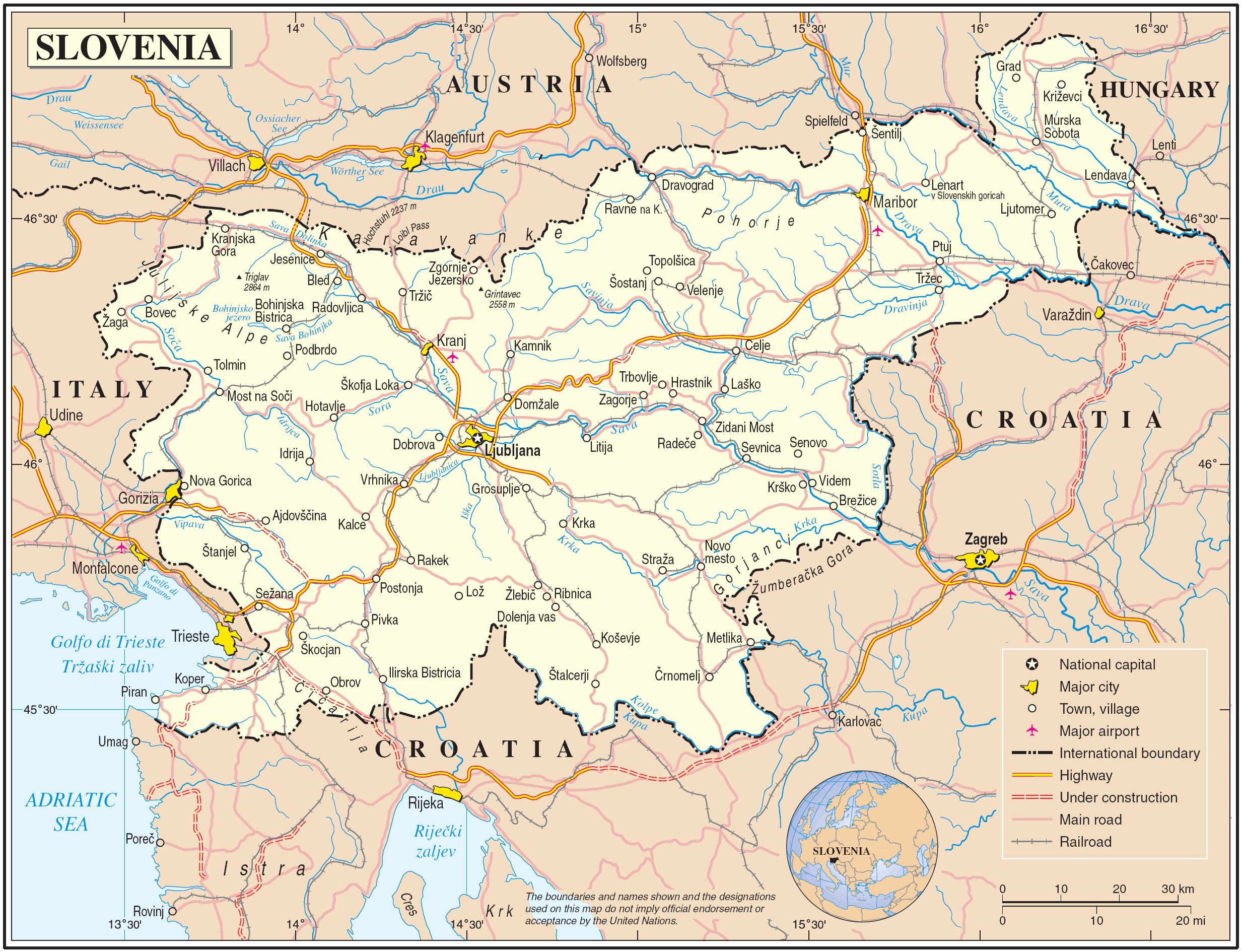
Szlovénia politikai térképe

### Terület
Az ország területének nagysága 20 273 km². Ebből
- szárazföld 20 151 km²,
- tenger 122 km².

### Határok
Északról Ausztria, északkeletről Magyarország, keletről és délről Horvátország, míg nyugatról Olaszország határolja. Délnyugaton az Adriai-tengerrel határos
- Horvátországgal – 670 km
- Ausztriával – 318 km
- Olaszországgal – 280 km
- Magyarországgal – 102 km

Tengerpartja 43 km (43.157 m).

### Extremális pontok
Az ország
- legészakibb pontja: é. sz. 46° 53′, k. h. 16° 14′46.883333°N 16.233333°E, Sal település körzetében,
- legdélibb pontja: é. sz. 45° 25′, k. h. 15° 10′45.416667°N 15.166667°E, Črnomelj település körzetében,
- legkeletibb pontja: é. sz. 46° 28′, k. h. 16° 36′46.466667°N 16.600000°E, Lendva város körzetében,
- legnyugatibb pontja: é. sz. 46° 17′, k. h. 13° 23′46.283333°N 13.383333°E, Kobarid város körzetében található.

A leghosszabb kiterjedése észak-déli irányban: 1°28' vagyis 163 km.
A legszélesebb kiterjedése kelet-nyugati irányban: 3°13' vagyis 248 km.
A legmagasabb pontja a Triglav (2864 m) (é. sz. 46° 22′ 45″, k. h. 13° 50′ 10″46.379167°N 13.836111°E), legalacsonyabb az Adriai-tenger partja (0 m).

## Domborzat
Szlovéniának csak az északkeleti részén vannak sík területek, nagy része (90%) a hegyvidék és dombság csoportjába tartozik. Az ország 557 méter átlagmagasságban fekszik a tengerszint fölött.

## Tájegységek
Szlovénia 4 nagy európai földrajzi régió találkozásánál foglal helyet: az Alpok, a Dinári-hegység, a Kárpát-medence és a Földközi-tengeri térség (Mediterráneum) vidéke.  
Anton Melik készítette Szlovénia első természeti-regionális térképét 1936-ban. A következő régiókra osztotta Szlovéniát:
- Alpok (visokogorske Alpe)
- Előalpok középhegység (predalpsko hribovje)
- Ljubljanai-medence (Ljubljanska kotlina)
- Szubmediterrán Szlovénia (submediteranska – primorska Slovenija)
- Dinári-Karszt-fennsík (dinarski kras notranje Slovenije)
- Pannon-síksági Szlovénia (subpanonska Slovenija)

Napjainkban 4 nagy földrajzi régiót különböztetnek meg Szlovéniában:
- Alpok–Előalpok
- Dinári-hegység – Karszt-fennsík
- Mediterrán tengerpart
- Pannon-síkság

### Alpok–Előalpok
Szlovénia nyugati és északi területét az Alpok völgyei és hegyláncai alkotják, így az Isonzó völgye, a Júliai-Alpok, a Kamniki-Alpok és a Karavankák hegyláncai, valamint a Pohorje. Itt található az ország legmagasabb hegycsúcsa, a Triglav (2862 m) is.

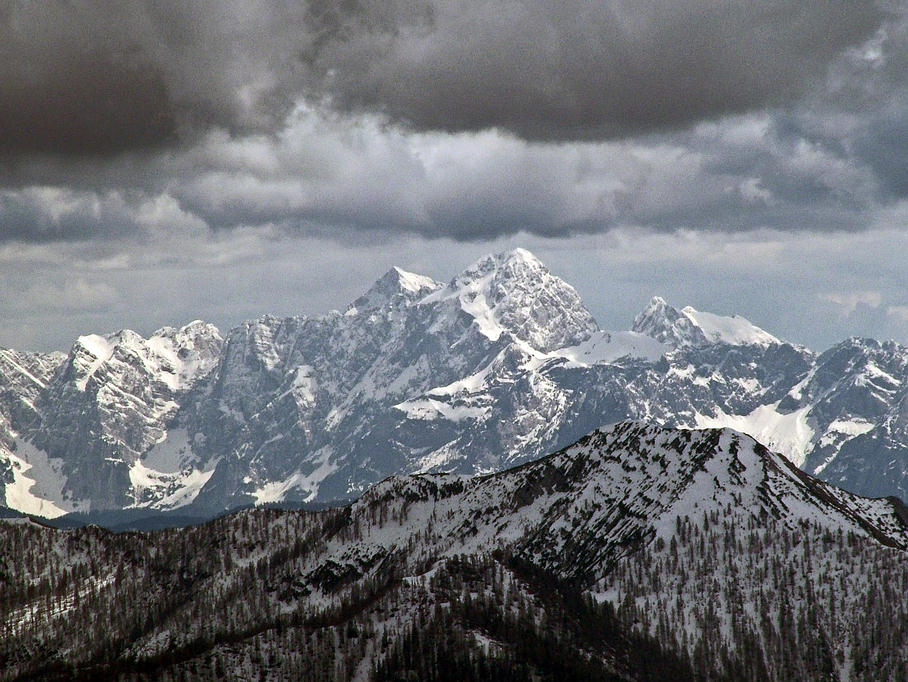
Triglav
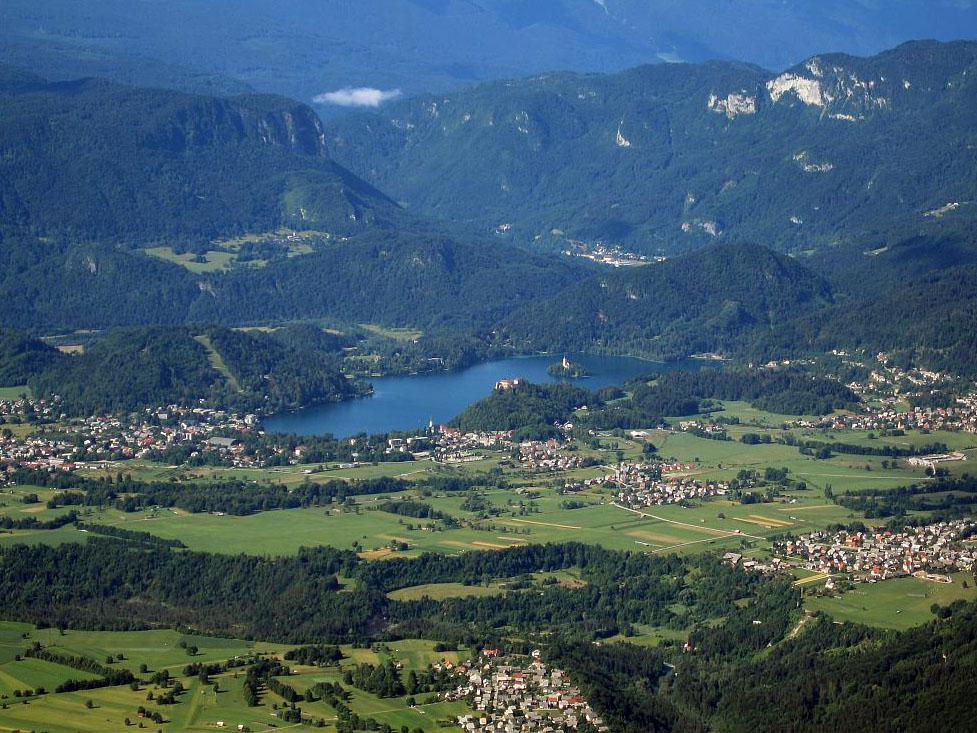
A Bledi-tó
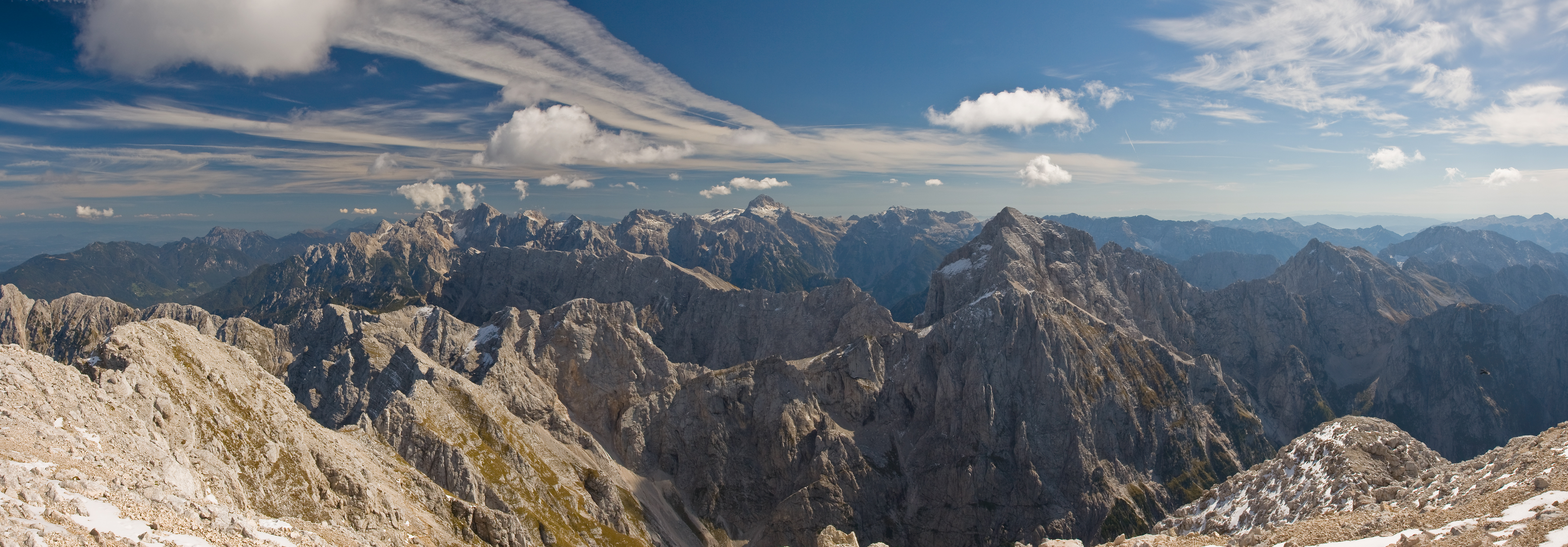
Pillantás a Mangartról, a Júliai-Alpok 4. legmagasabb csúcsáról

### Dinári-hegység – Karszt-fennsík
Szlovénia déli részén nagy területet foglal el a Karszt-fennsík (szlovénül (Slovenski) Kras, németül Karst Plateau), amely mészkőből épül föl, számos barlang, dolina, polje és búvópatak található itt. Az ország déli részét a Dinári-hegység fennsíkja és vonulatai alkotják: a Macelj és a Žumberačka-hegység, a horvát határon található Kolpa folyóval.

### Mediterrán tengerpart
A rövid tengerpart az Adriai-tenger Trieszti-öblének partján található. A szlovén riviéra nagyobb tengerparti települései Ankaran, Koper, Izola, Portorož és Piran. Ide tartozik az Isztriai-félsziget északi része is.

### Pannon-síkság
Az Alföld délnyugati határán fekvő térség több kisebb egysége tartozik ide. Az ország középső része, a Felső-Száva-vidék dombvidék, míg északkeleti része, a Felső-Dráva mente és a Muravidék dombos és sík terület. Folyói a Dráva, a Száva és a Mura.

## Éghajlat

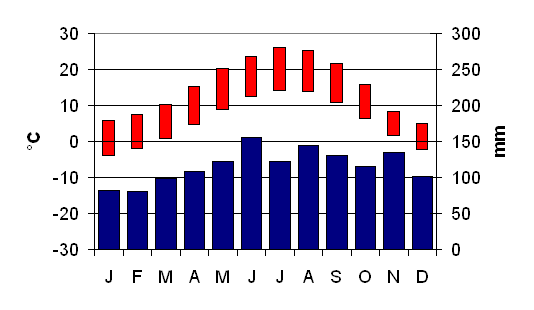
Ljubljana hőmérsékleti és csapadékdiagramja (Közép-Szlovénia)

A tengerparton mediterrán éghajlat, míg az ország belsejében nedves kontinentális éghajlat az uralkodó. Az Isonzó-völgyben, a Júliai-Alpoknál és a Karavankáknál pedig a hegyvidéki éghajlat határozza meg az időjárást. Az átlaghőmérséklet januárban -2 °C és 21 °C júliusban. Az átlag csapadékmennyiség 1,000 mm a tengerpartnál, míg az Alpokban 3,500 mm évente, ami Európában is kivételesen magas. 800 mm az átlag csapadékmennyiség délkeleten és 1,400 mm Szlovénia középső részén.

## Termőföldhasználat
- Megművelt földterület: 12%
- Szántóföld: 3%
- Legelő: 24%
- Erdők és hegyvidék: 54%
- Egyéb: 7% (1996 est.)
- Öntözött földterület: 20 km² (1993)

Rendkívül magas az erdők aránya az országban, Európában a területével arányosan a 3. legerdősebb ország, Finnország és Svédország után.

## Ásványkincsek
- lignit
- cink
- ólom
- urán
- ezüst
- higany

## Nemzeti parkok
- Triglav Nemzeti Park

## Környezeti ártalmak
A Száva folyó erősen szennyezett házi és ipari szennyvízzel; a tengerpart menti vizek nehézfémekkel és kémiai anyagokkal szennyezettek, Koper közelében gyakori a levegőszennyezés és a savas eső.

## Történelmi régiók

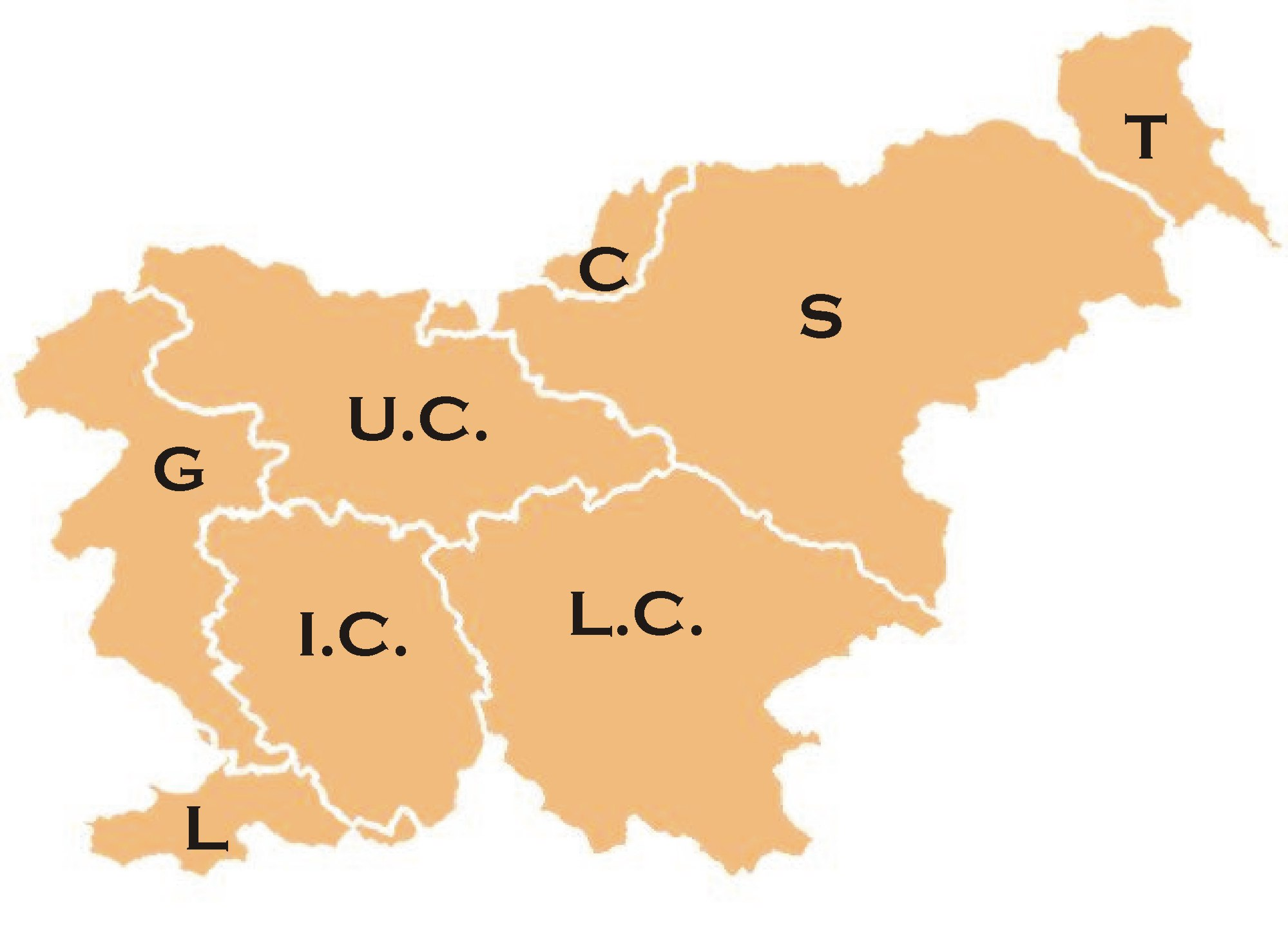
Szlovénia történelmi régiói

Az Enciklopedija Slovenije a következő hagyományos, történelmi régiókat különbözteti meg Szlovéniában az egykori osztrák és magyar uralom alatti területek alapján:
- Alsó-Krajna (a történelmi Krajna része) – Dolenjska (L.C.)
- Alsó-Stájerország (a történelmi Stájerország egy része) – Štajerska (S)
- Belső-Krajna (a történelmi Krajna része) – Notranjska (I.C.)
- Felső-Krajna (a történelmi Krajna része) – Gorenjska (a térképen: U.C.)
- Hegyvidék (a hajdani osztrák Partvidék része) – Goriška (G)
- Karintia (a történelmi Karintia egy része) – Koroška (C)
- Muravidék (az egykori magyarországi Vas vármegye déli és Zala vármegye délnyugati része) – Prekmurje (T)
- Szlovén Isztria (a hajdani Partvidék része) – Slovenska Istra (L)

Szlovén Isztriát és Goriškát gyakran ma is „Partvidéknek” (Obala) hívják, ahogyan az Osztrák–Magyar Monarchia idején nevezték a területet.